# インペリアル (駆逐艦)
インペリアル (HMS Imperial, D09) は1936年進水のイギリス海軍の駆逐艦。I級。

## 艦歴
1936年1月22日にホーソン・レスリー社で起工。同年12月11日進水。1937年6月30日就役。
第二次世界大戦開戦後地中海からイギリスに戻される。ウェスタンアプローチ管区、本国艦隊に所属して船団護衛などに従事。1940年2月29日、船団護衛中にスウェーデン船と衝突。修理後ノルウェー作戦に参加した。
1940年5月14日に地中海艦隊へ転属。以後地中海で活動する。1940年10月11日、MB6作戦中にマルタ沖で触雷して大破。
1941年5月28日、クレタ島からの撤退作戦参加中に爆撃を受ける。その時の至近弾が元で5月29日に操舵装置が作動不能になったため処分された。